# Stor ålbrosme
Stor ålbrosme (Lycodes esmarkii) är en bottenfisk i familjen tånglakefiskar som lever i saltvatten. Den kallas också Esmarks ålbrosme.

## Utseende
Den stora ålbrosmens främsta kännetecken är att sidor och rygg är täckta med ett flertal sneda, blekt gulaktiga ränder på mörk botten. Ungfiskar kan ha Y-formade ränder. Som alla tånglakefiskar har den sammanvuxna rygg- stjärt- och analfenor, medan bukfenorna är små. Huvudet är stort och med överbett. Arten kan bli upp till 75 cm lång och väga 2 kg; oftast är den dock under 50 cm.

## Vanor
Arten är en bottenfisk som lever på ett djup mellan 50 och 500 m över mjukbotten, ofta nära kusten. I Nordamerika har dock djup på över 1 000 m noterats. Födan består nästan enbart av ormstjärnor.

### Fortplantning
Leken sker under sensommar till höst, då honan kan lägga upp till 1 000 stora ägg (omkring 6 mm) i ett skikt på bottnen. Äggen kläcks efter 4 till 6 veckor, och larverna är pelagiska i omkring en månad.

## Utbredning
Den stora ålbrosmen finns i Nordatlanten från nordöstra Nordamerika (Nunavut i Kanada) södra Grönland, över Island, Färöarna och Shetlandsöarna till södra Norge och längs med norska kusten upp till Vita havet.